# Marianne Buder

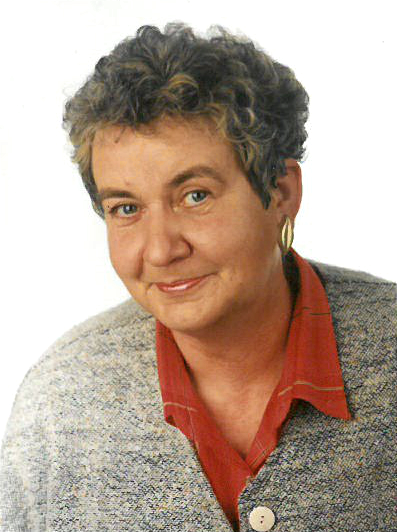
Marianne Buder 1998, Art & Photo Urbschat

Marianne Buder (* 29. April 1947 in Berlin; † 23. Oktober 2009 ebenda) war eine deutsche Diplom-Bibliothekarin und Dokumentationswissenschaftlerin mit den Forschungsschwerpunkten Geschichte der Dokumentation und Entwicklung von Ausbildungskonzepten zu Bibliothek, Information und Dokumentation. Bekannt wurde sie als Mitherausgeberin der 3. völlig überarbeiteten sowie der 4. Ausgabe der „Grundlagen der praktischen Information und Dokumentation“ von 1990 und 1997.

## Leben
Marianne Buder wurde als Tochter eines der Gründungsdirektoren der Berliner Bank in Berlin geboren. Sie besuchte die 13. Grundschule in Berlin-Wilmersdorf und im Anschluss daran die Marie-Curie-Schule und legte 1966 das Abitur ab. Die Ausbildung an der Berliner Bibliothekarakademie zur Diplom-Bibliothekarin beendete sie 1969 mit dem Diplom für den Dienst in Öffentlichen Bibliotheken.
Von 1969 bis 1975 studierte Buder an der Freien Universität Berlin im Hauptfach Informations- und Dokumentationswissenschaft bei Hans-Werner Schober und Gernot Wersig, außerdem belegte sie die Fächer Germanistik, Musikwissenschaft und Bibliothekswissenschaft. Schon während des Studiums arbeitete sie als Diplom-Bibliothekarin in Hannover, war Mitglied der Ständigen Kommission für Bibliothekswesen (BIK) der Freien Universität Berlin und Mitglied der Studienplankommission der Informations- und Dokumentationswissenschaft (IDK-SPK). Das Studium schloss sie 1975 mit dem Magister Artium unter Hans-Werner Schober ab.
Nach dem Studium nahm sie eine Tätigkeit als Lehrbeauftragte der FU Berlin im Fachbereich Philosophie und Sozialwissenschaften, Informations- und Dokumentationswissenschaft auf.
Zu Beginn des Jahres 1989 bewarb sich Buder um eine Anstellung beim RIAS Berlin (ab 1994 Deutschlandradio) und war dort bis zu ihrem krankheitsbedingten Ausscheiden als Leiterin der Abteilung Dokumentation und Archive tätig.
Marianne Buder trat 1972 als Mitglied in die Deutsche Gesellschaft für Dokumentation e. V. (DGD) ein. Ab 1981 arbeitete sie in deren Präsidium mit, wurde 1984 zur Vizepräsidentin gewählt und hatte das Amt bis September 1990 inne. Ihr Interesse galt hier besonders der Geschichte der Dokumentation.
Mitgliedschaften bestanden außerdem im Verein der Bibliothekare an Öffentlichen Bibliotheken e. V. (VBB), im Verein Deutscher Dokumentare e. V. (VDD), in der Fachgruppe 7 (Medienarchivare) des Vereines deutscher Archivare (VdA) und im Berliner Arbeitskreis Information (BAK).
Von 1973 bis 1983 engagierte sich Marianne Buder als Schriftführerin und Mitglied im Vorstand des Philharmonischen Chores Berlin e. V. unter anderem für die Öffentlichkeitsarbeit. Aus der Verantwortlichkeit für die Konzeption und Durchführung der Aktivitäten zum 100. Jubiläum des Chores 1982 entstanden eine Festschrift und eine Ausstellung im Haus des Rundfunks, Sender Freies Berlin, in Zusammenarbeit mit Dorette Gonschorek.

Am 14. Dezember 2001 heiratete sie Rainer Majchrzak, Lehrer für Deutsch als Fremdsprache (DaF) in Berlin.

## Forschung
Schwerpunkt ihrer Forschung war die Geschichte der Dokumentation. Bereits ihre Magisterarbeit „Das Verhältnis von Dokumentation und Normung von 1927 bis 1945 in nationaler und internationaler Hinsicht“ versteht sich als Beitrag zu dieser Thematik. Im Folgenden widmete sie sich u. a. der Geschichte der Deutschen Gesellschaft für Dokumentation, deren Gründung 1941 und Neugründung 1948 und der Entwicklung bis in die 1950er Jahre, was sich auch in ihrer Mitarbeit im Arbeitskreis „Geschichte der Dokumentation“ widerspiegelt. Aus unterschiedlichen Archiven und Nachlässen trug sie historisch relevante Dokumente zur chemischen, technischen und sozialwissenschaftlichen Dokumentation zusammen und stand mit Zeitzeugen in Verbindung.
Das Engagement Marianne Buders für Fragen der Ausbildung im Bereich Bibliothek und Dokumentation stellt einen weiteren Kernpunkt ihrer Arbeit dar und wird repräsentiert durch die wissenschaftliche Mitarbeit im Forschungsprojekt Integrierte Ausbildungskonzeption Bibliothek, Information und Dokumentation (FIABID) von 1976 bis 1979, die Mitgliedschaft im Expertengremium ÖB-Curriculum zur Erarbeitung eines integrierten Ausbildungsganges für Diplom-Bibliothekare an Öffentlichen Bibliotheken im Rahmen des Modellversuches BID in der Fachhochschule Hannover und durch die Vertretung von Gernot Wersig in der Arbeitsgruppe Aus- und Fortbildung des Informationsbeirates des Senates von Berlin.
Als wissenschaftliche Mitarbeiterin arbeitete sie von 1981 bis 1985 im Forschungsprojekt Informationssysteme als informationspolitisches Gestaltungspotential und gesellschaftliche Entwicklungsstrategie – Informationswissenschaftliche Grundlagen organisierter Information und Kommunikation als Komponenten individueller und gesellschaftlicher Problembewältigung (INSTRAT) bei der Projektgruppe Informationssysteme GmbH der Firma Progris.

## Werke
- Buder, Marianne. Das Verhältnis von Dokumentation und Normung von 1927 bis 1945 in nationaler und internationaler Hinsicht. Berlin: Beuth, 1976. ISBN 3-410-10778-9
- Buder, Marianne und Dorette Gonschorek (Hrsg.). Hans Chemin-Petit. 1977. Betrachtung einer Lebensleistung. Zum 75. Geburtstag am 24. Juli 1977. Berlin: Stapp, 1977. ISBN 3-87776-519-X
- Buder, Marianne. FIABID-DELPHI. Ergebnisse einer Delphi-Studie über zukünftige Entwicklungen im Bibliotheks-, Informations- u. Dokumentationswesen. Berlin: Freie Universität Berlin, 1977. ISSN 0170-8996
- Buder, Marianne und Gunther Windel (Hrsg.). Zum Verhältnis von Staat, Wissenschaft zu Information und Dokumentation. München: Verlag Dokumentation, 1978. ISBN 3-7940-3720-0
- Buder, Marianne. Bibliothek, Information und Dokumentation als gegenwärtiger und zukünftiger Berufs- und Tätigkeitsbereich: Ergebnisse von empirischen und prognostischen Studien als Vorarbeiten zu einer integrierten Ausbildungskonzeption. Berlin: Freie Universität Berlin, 1980. ISBN 3-87776-509-2
- Buder, Marianne, Renate Dopheide, Ulrich Neveling, Thomas Seeger, Detlef Skalski, Gernot Wersig und Gunther Windel. Bibliothek, Information und Dokumentation als gegenwärtiger und zukünftiger Berufs- und Tätigkeitsbereich. Ergebnisse von empirischen und prognostischen Studien als Vorarbeiten zu einer integrierten Ausbildungskonzeption; FIABID Forschungsprojekt integrierte Ausbildungskonzeption Bibliothek, Information und Dokumentation. Eggenstein-Leopoldshafen: Fachinformationszentrum Energie, Physik, Mathematik, 1980 (Forschungsbericht Information und Dokumentation, 80-009 des Bundesministeriums für Forschung und Technologie). ISSN 0170-8996
- Buder, Marianne und Petra Schuck. Ausbildung im Informationsbereich. Berlin: Freie Universität Berlin, 1982
- Buder, Marianne.Tradition ohne Schlendrian. 100 Jahre Philharmonischer Chor Berlin 1882–1982. München: Saur, 1983. ISBN 978-3-87776-509-8
- Buder, Marianne und Gernot Wersig (Hrsg.). Informatisierung und Gesellschaft. Wie bewältigen wir die neuen Informations- und Kommunikationstechnologien, München: Saur, 1983. ISBN 978-3-598-10503-6
- Buder, Marianne, Rehfeld, Werner und Thomas Seeger (Hrsg.). Grundlagen der praktischen Information und Dokumentation. 2 Bände, 3., völlig neu gefasste Ausgabe. München: Saur, 1991. ISBN 3-598-21253-4 (Set)
- Buder, Marianne, Rehfeld, Werner, Seeger Thomas und Dietmar Strauch (Hrsg.). Grundlagen der praktischen Information und Dokumentation. 4., völlig neu gefasste Ausgabe. München: Saur, 1997. ISBN 3-598-11310-2